# Lopranseiði
Lopranseiði er et område vest for Lopra på Suðuroy. Tæt ved Lopranseiði ligger den 3,4 hektar store holmen Lopranshólmur. Slugten mellem holmen og Lopranseiði hedder Lambagjógv. Udmarken mod syd hedder Lopranshagi og udmarken mod nord hedder Tóris- og Lambhagi. Det pyramidelignende fjeld syd for Lopranseiði hedder Kirvi og dens top Kirviskollur. Vigen øst for holmen hedder Ónavík. Fjeldet nord for Lopranseiði er Rávan. Lopranseiði er 61 meter højt og Lopranshólmur er 57 meter højt. 
Den 2. september 1742 støder den nederlandske ostindienfarer Westerbeek på nogle skær ud for Lopranseiði. Tidlig om morgen driver vraget mod syd og rammer skærene ud for det pyramidelignende fjeld Kirvi. Inden skibet blev slået til vragdele, lykkedes det for mandskabet ved hjælp af den knækkede mast at kravle over til de landfaste klipper og i sikkerhed. 10 mænd kravler op ad det stejle fjeld for at få hjælp. De deler sig i to grupper og ankommer henholdsvis til Vágur og Sumba et par timer senere.

## Galleri
- Lopranseiði og fjeldet Kirvi og Beinisvørð ses længere mod syd.
- Lopranseiði og Lopranshólmur
- Lopranseiði og Beinisvørð
- Lopranshólmur
- Tvøran og Lopranshólmur og Lopranseiði